# Зіткнення цивілізацій
Зі́ткнення цивіліза́цій (англ. Clash of Civilizations) — гіпотеза американського політолога та соціолога Самуеля Гантінгтона про моделі конфліктів у період після Холодної війни. Уперше оприлюднена ним на лекції в Американському інституті підприємництва 1992 року, пізніше опублікована в книжці «Зіткнення цивілізацій і перебудова світового порядку» (The Clash of Civilizations and the Remaking of World Order) 1996 року.

## Зміст

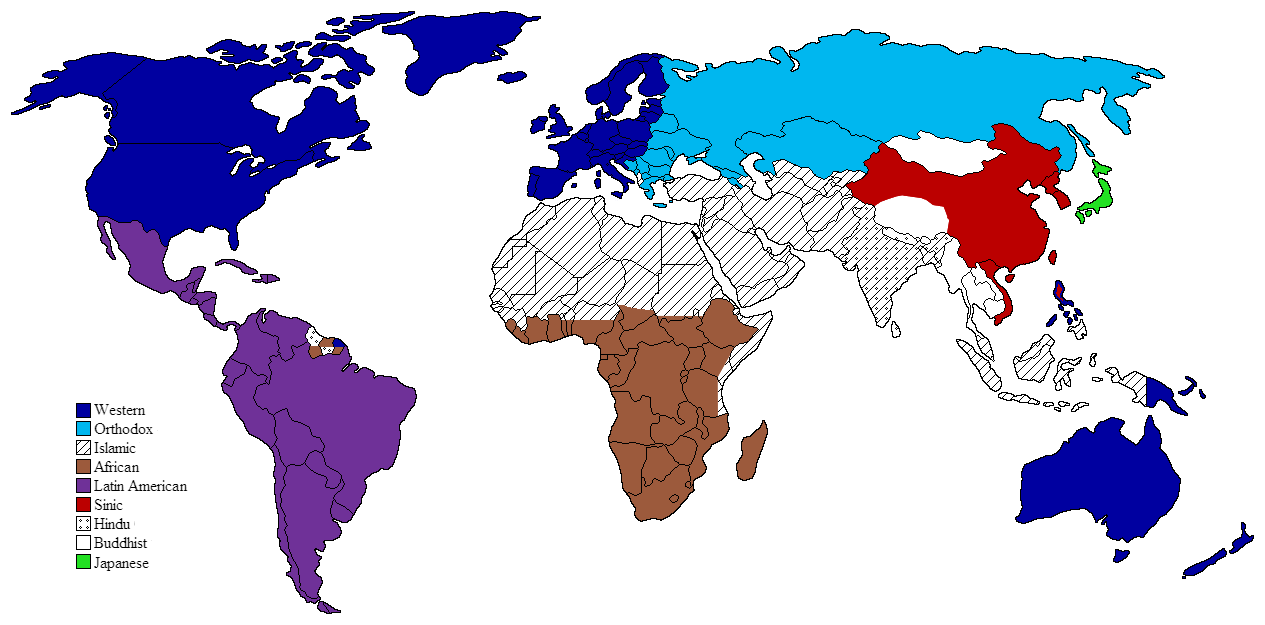
Межі цивілізацій на думку Гантінгтона. Мапа була опублікована у його книжці 1996 року

Згідно з цією теорією, на зміну двополярності, що існувала в другій половині XX століття і ґрунтувалася на конфлікті ідеологій, прийде багатополярність, яка ґрунтуватиметься на конфлікті культур (цивілізацій).
Сам Гантінгтон виділяє такі цивілізації:
- Західна;
- Конфуціанська;
- Японська;
- Ісламська;
- Індуїстська;
- Православна;
- Латиноамериканська;
- Африканська;
- Буддистська.

Автор стверджує, що в майбутньому, якщо й виникне Третя світова війна, то це буде війна між цивілізаціями.
У статті «Зіткнення цивілізацій» (1993) він стверджував, що, якщо XX сторіччя було століттям зіткнення ідеологій, то XXI століття стане століттям зіткнення цивілізацій або релігій.
1996 року опублікував книгу «Зіткнення цивілізацій і перебудова світового порядку», яка стала спробою навести додаткові факти і аргументи, які підтверджують основні положення та ідеї. Головна ідея цієї книги: «у світі після холодної війни найважливіші відмінності між народами — не ідеологічні, політичні чи економічні, а культурні». Люди починають ідентифікувати себе не з державою або нацією, а з ширшим культурним утворенням — цивілізацією, оскільки цивілізаційні відмінності, що склалися століттями, "більш фундаментальні, ніж відмінності між політичними ідеологіями і політичними режимами. Релігія розділяє людей сильніше, ніж етнічна приналежність.
Головний сенс його міркувань полягає в протиставленні Заходу всьому іншому світу. За схемою Гантінгтона, панування Заходу завершується. На світову арену виступають декілька незахідних держав, які відкидають західні цінності й відстоюють власні цінності та норми.

## Критика
Сучасний український історик Вадим Ададуров у своєму проєкті «1812 рік як війна цивілізацій», здійсненому за програмою міждисциплінарних досліджень Фонду Фернана Броделя Будинку наук про людину (Париж, Франція), за допомогою методів соціоантропології релігії, соціолінгвістики та інтелектуальної історії, зробив спробу деконструкції концепції зіткнення цивілізацій у пункті щодо соціокультурного характеру конфліктів Заходу та Росії (на прикладі двох основних іншуючих факторів — релігії та мови). Згідно з його висновком, цивілізаційного вигляду згаданому протистоянню надавали пропагандистські системи дублювання дійсності, як у Росії, так і на Заході, які рекомпоновували свідчення сучасників таким чином, що «текст компенсував собою дійсність» (Станіслав Лем), а «уява ставала реальнішою за дійсність» (А. Геро). Однак сотні наведених В. Ададуровим фактів з повсякдення війни доводять, що для її учасників іншуючі фактори релігії та мови не стали визначальними, а учасники походу Наполеона, якщо прибрати з їхніх свідчень «пропагандистську вуаль», деконструювати «мову ворожнечі», обумовлену зацікавленням центрів імперської влади у згуртуванні підпорядкованих їм суспільств за допомогою створення іншокультурного образу зовнішнього ворога, таки не побачили істотних відмінностей (т. зв. «лінії цивілізаційного розламу» за Гантінгтоном) між соціокультурними параметрами західної частини Російської імперії та Варшавським герцогством, державами Німеччини, Італії й Іспанією. Фактично Захід в особі Наполеона мав до справи в Росії з фронтирним варіантом європейської цивілізації, народжене Французькою революцією модерне суспільство з реакційним традиціоналізмом, учена культура з народною. У той же час критика В. Ададурова сфокусована на дуже вузькому історичному проміжку часу та, по суті, окремій історичній події (тобто тяжіє до мікроісторії), а отже, стосується лише окремого фрагменту, що апріорі не може бути достатнім підґрунтям для повного деконструювання гіпотези зіткнення цивілізацій (див. Помилка вибіркових доказів, Хибне узагальнення), яка враховує ширший та більш загальний історико-культурний аспект. Цікаво, що висновки дослідження В. Ададурова цілком вписуються у вектор укріплення російсько-французьких відносин, оскільки формують певну російсько-французьку комплементарність (мовляв, Французька імперія та Російська імперія ХІХ ст. відрізнялися не цивілізаційно, а лише за ступенем розвитку (див. Тягар білої людини) і "...Захід в особі Наполеона мав до справи в Росії з фронтирним варіантом європейської цивілізації"). Пошуки точок дотику були необхідними для Франції протягом останніх десятиліть, оскільки "Росія традиційно розглядається французькою політичною елітою як основний партнер у процесі вибудовування так званого багатополярного світового устрою.". Натомість інший дослідник, Станіслав Комарек, вважає тезу сприйняття Росії як "нерозвиненої Європи" (яку, зокрема, робить центральною у своєму дослідженні В. Ададуров), хибною — на думку С. Комарека, Росія, попри ілюзорну маску "європейськості", є цілком азійською країною та має більше історико-культурних точок дотику із Іраном, аніж Європою.
Однією із найбільш відомих критик гіпотези Самуеля Гантінгтона є рецензія Едварда Саїда (вперше опубліковано у 1993 р.). Критика Саїда побудована на тому факті, що автор гіпотези не врахував множинність та внутрішню динаміку кожної цивілізації та висвітлив проблему надто полярно.

### Рецензії
- Едвард Саїд. Зіткнення невігластва [Архівовано 11 жовтня 2016 у Wayback Machine.] // Спільне. — 11.09.2011.